# MiHoYo
miHoYo Co., Ltd. (en chinois : 上海米哈游网络科技股份有限公司 ou plus simplement 米哈游;  pinyin : mǐhāyóu wǎngluò kējì gǔfèn yǒuxiàn gōngsī) est un studio chinois de développement de jeux vidéo et d'animation basé à Shanghai. Fondé en 2012 par trois étudiants de l'université Jiao-tong de Shanghai, miHoYo emploie actuellement 4 000 personnes,.
L'entreprise est notamment connue pour avoir développé le jeu Genshin Impact, un action-RPG en monde ouvert sorti en 2020. Il est l'un des jeux mobiles les plus rentables. miHoYo a également développé les jeux Honkai Academy 2, Honkai Impact 3rd, Honkai: Star Rail et Zenless Zone Zero.
miHoYo opère en outre sous trois autres sociétés : Shanghai miHoYo Phantom Iron Technology Company Limited (en chinois : 上海米哈游影铁科技有限公司), qui gère les sites internet, les publicités, les publications, les licences ou encore les télécommunications, Shanghai miHoYo Schizo Technology Company Limited (en chinois : 上海米哈游天命科技有限公司). Ces deux noms de sociétés font référence à leur propre jeu, Honkai Impact 3rd et Cognosphere Pte. Ltd. basée à Singapour, utilisant comme nom commercial HoYoverse, gère toutes les opérations mondiales de miHoYo en dehors de la Chine continentale depuis le 15 février 2022.
L'actionnaire majoritaire de miHoYo est Cai Haoyu, le président-directeur général Liu Wei et le vice-président Luo Yuhao.

## Histoire
L'entreprise a été fondée en 2012 par trois étudiants de l'université Jiao-tong de Shanghai, qui ont décidé de développer des jeux basés sur leur amour des animes. Un an auparavant, les étudiants avaient développé FlyMe2TheMoon.
Les trois fondateurs de miHoYo, Cai Haoyu, Liu Wei et Luo Yuhao, sont des camarades de classe. En février 2012, les trois étudiants avec un autre camarade, Jin Zhicheng, ont conjointement financé la création de miHoYo. Un mois seulement après la création de l'entreprise, Jin Zhicheng a quitté cette dernière, ayant reçu une offre pour rejoindre la filiale chinoise de l'américain Cisco. Après plusieurs années de développement, au premier semestre 2017, miHoYo a réalisé un bénéfice net de 440 millions de yuans.
Aujourd'hui[Quand ?], l'actionnaire majoritaire et le contrôleur effectif de miHoYo est Cai Haoyu, qui contrôle directement et indirectement 41,72 % des actions de la société. Les deux autres fondateurs, Liu Wei et Luo Yuhao, sont respectivement les deuxième et troisième actionnaires et contrôlent aussi directement ou indirectement 44,78 % des actions.
Début 2018, CK Hutchison Holdings a acheté une participation de 3,3 % dans miHoYo, puis a augmenté sa participation à 5,28 % début 2019.
Leur premier titre notable est Guns Girl Z (rebaptisé plus tard Honkai Academy 2), sorti en 2014. Depuis lors, ils ont connu un certain succès en lançant des jeux de style anime, principalement plébiscité par les joueurs mobiles. La majorité de leurs premiers titres ont été très populaire en Asie, mais n'atteindront pas un énorme succès dans le reste du monde avant la sortie de Honkai Impact 3rd.
Leur jeu le plus populaire est Genshin Impact, sorti en septembre 2020. Le plus récent est Zenless Zone Zero sorti en juillet 2024.
miHoYo a obtenu une promotion officielle dans un comité du parti le 24 septembre 2021.

## Controverses
En avril 2021, la police de Shanghai a arrêté un homme qui aurait projeté d'assassiner les fondateurs de miHoYo. Il aurait été mécontent des changements apportés au jeu Honkai Impact 3rd. Cela s'est produit après que miHoYo eut subi un retour de bâton de la part de certains fans chinois qui étaient furieux que la version mondiale du jeu ait reçu un clip et une histoire exclusifs dans le cadre d'une collaboration avec Myth and Roid, mais pas la version chinoise du jeu. Les joueurs considéraient cela comme un manque de respect envers eux puisque le contenu n'est pas jouable sur les serveurs chinois, alors que tous les contenus passés des serveurs chinois sont disponibles sur la version mondiale. Comme il s'agissait d'un événement anniversaire pour la version mondiale du jeu, et non pour la version chinoise, l'événement a été rendu exclusif. miHoYo a ensuite présenté des excuses publiques et retiré le clip de sa chaîne YouTube.

## Jeux développés
| Année de sortie | Titre             |
| --------------- | ----------------- |
| 2011            | FlyMe2theMoon     |
| 2012            | Zombiegal Kawaii  |
| 2014            | Honkai Academy 2  |
| 2016            | Honkai Impact 3rd |
| 2020            | Tears of Themis   |
| 2020            | Genshin Impact    |
| 2023            | Honkai: Star Rail |
| 2024            | Zenless Zone Zero |